# 賴利鎮區 (阿肯色州耶爾縣)
賴利鎮區（英語：Riley Township）是位於美國阿肯色州耶爾縣的一個行政鎮區。

## 地方資料
賴利鎮區的面積為57.97平方千米，當中陸地面積為57.41平方千米，而水域面積為0.56平方千米。根據2010年美國人口普查的數據，當地共有人口807人，而人口密度為每平方千米13.92人。